# Vietnamska lakota (1945)
Vietnamska lakota leta 1945 (vietnamsko Nạn đói Ất Dậu – lakota leta Yiyou ali Nạn đói năm '45 – lakota leta 1945) je bila lakota, ki se je pojavila v Severnem Vietnamu v Francoski Indokini med drugo svetovno vojno od oktobra 1944 do konca leta 1945, ki je bila takrat od leta 1940 pod japonsko okupacijo z Vichyjsko Francijo kot zaveznico nacistične Nemčije v zahodni Evropi. Ocenjuje se, da je v tem času od lakote umrlo med 400.000 in 2 milijona ljudi.
Glede na študijo iz leta 2018 so bili glavni vzrok za lakoto tajfuni, ki so zmanjšali razpoložljivost hrane, japonska okupacija, ameriški napadi na vietnamski transportni sistem in francoska kolonialna uprava, ki je ovirala učinkovit odziv na zmanjšanje lakote.

## Vzroki
Lakota je imela veliko vzrokov. Neposredni vzrok so bili učinki druge svetovne vojne na Francosko Indokino. Vpletenost Francije in Japonske v Vietnam je povzročila škodljive posledice za gospodarske dejavnosti Vietnamcev. Leta 1944, ko je ameriško bombardiranje prekinilo dobavo premoga s severa v Sajgon, so Francozi in Japonci uporabili riž in koruzo kot gorivo za elektrarne. Po mnenju diplomata Bui Minh Dunga je bila »japonska okupacija Vietnama je bila v končni analizi neposreden vzrok več drugih dejavnikov, ki so posledično vplivali na lakoto, vendar se zdi, da so njihova vojaška prizadevanja skupaj z njihovo gospodarsko politiko in zdi se, da je Velika vzhodnoazijska Co-Prosperity Sphere sistematično igrala veliko večjo vlogo kot kateri koli drugi dejavniki pri vietnamskem stradanju.«
Posredni vzrok je bilo slabo upravljanje francoske uprave v Vietnamu. Francozi so reformirali gospodarstvo, da bi služilo administraciji in zadostilo potrebam vojne, ker so bili napadeni tudi sami. Naravni vzroki so vključevali naravne nesreče, kot so suše in poplave, ki so uničile severne pridelke.
Izpad pridelka v letih 1943–1945 je bil posledica nevzdrževanja nasipov po ameriškem bombardiranju severa in katastrofalnih padavin od avgusta do septembra 1944, ki so povzročile poplave in izgubo nasadov riža.

### Francoska kolonialna uprava
Po veliki depresiji v 1930-ih se je Francija vrnila k svoji politiki gospodarskega protektorata in monopolizirala izkoriščanje naravnih virov Francoske Indokine. Ljudje v so morali povečati ekonomsko vrednost območja z gojenjem tržnih pridelkov namesto kmetijskih proizvodov nižje vrednosti, vendar so imeli koristi le Francozi, majhna manjšina Vietnamcev in Hoa ter nekateri ljudje v mestih.
Podobno slaba letina kot v času lakote se je zgodila leta 1937, a se ji je administracija uspela zoperstaviti s pripravo rezerv hrane in vrsto projektov javnih del za revne kmete, podobno ameriškemu New Dealu.

### Druga svetovna vojna
Ko se je vojna začela, je bila Francija oslabljena. V vzhodni Aziji se je Japonska začela širiti in je na Francosko Indokino gledala kot na most v jugovzhodno Azijo in sredstvo za izolacijo in nadaljnjo oslabitev kitajske nacionalistične vlade. Sredi leta 1940 je metropolitansko Francijo okupirala nacistična Nemčija, Japonska pa je okrepila pritisk na Francijo in tistega septembra vstopila v Francosko Indokino. Vietnam je bil povlečen v vojno gospodarstvo, Francija in Japonska pa sta tekmovali v upravi. Japonske čete so prisilile kmete, da so gojili juto namesto riža in jih tako prikrajšale za potrebno hrano, Francija pa je že začela enako politiko v manjši meri. Zemljišča, namenjena gojenju osnovnih poljščin, kot sta koruza in krompir, so se zmanjšala, da bi postala zemljišča za gojenje bombaža, jute in drugih industrijskih rastlin. Zaradi zmanjšanja površine, ki je na voljo za pridelavo, so se pridelki osnovnih poljščin precej zmanjšali. Pridelke so izvažali tudi na Japonsko.
Tako francoska kot japonska vojska sta kmetom na silo odvzela hrano, da bi nahranila svoje vojake. Do leta 1941 je bilo v Francoski Indokini 140.000  japonskih vojakov poleg vichyjskih francoskih sil. Med okupacijo so zavezniki pogosto izvajali zračne udare po cestah, skladiščih in transportnih objektih, kar je izjemno oteževalo transport riža z juga na sever. Medtem je bila marionetna vichyjska francoska civilna uprava disfunkcionalna in ni mogla razdeliti preostalih zalog hrane na območja, kjer je bilo potrebno. Marca 1945 so Japonci odstavili vichyjsko upravo in jo nadomestili z Vietnamskim cesarstvom, ki ga je sponzorirala Japonska, na čelu s Trần Trọng Kimom. Medtem ko je ta nova vlada okrepila prizadevanja za lajšanje lakote, so bila zaradi neustrezne oskrbe s hrano in kopičenja hrane s strani cesarske japonske vojske njihova prizadevanja zaman.

### Naravne nesreče
V Severnem Vietnamu so se suša in škodljivci leta 1944 zmanjšali za 20 %. Potem pa je poplava v času žetve povzročila krizo, ki je leta 1945 povzročila lakoto.

## Žrtve
Število žrtev je sporno. V svojem govoru o Deklaraciji neodvisnosti je Ho Chi Minh navedel številko dveh milijonov mrtvih. Francoska ocena predvideva 600.000 do 700.000 smrtnih žrtev. Novejše ocene, vključno z vietnamskimi viri, kažejo na okoli milijon mrtvih v Tonkinu in 300.000 v Anamu, pri čemer številne žrtve niso bile lačne, ampak oslabljene in ranljive za bolezni.
Japonski vietnamski strokovnjak Furuta Motoo je lahko uporabil družinske zapise in intervjuje, da bi ugotovil približno četrtino umrljivosti za celotno prebivalstvo in malo več kot polovično umrljivost nekmečkega razreda za dve zgledni vasi v provinci Thai Binh.  Ameriški zgodovinar David G. Marr domneva, da je v prizadetih regijah v Tonkinu in Anamu približno 10 % prebivalstva v petih mesecih postalo žrtev lakote.

## Politične posledice
Prebivalstvo, ki je izkusilo lakoto, je videlo odgovornost predvsem v dejanjih francoskih kolonialnih oblasti in v manjši meri v japonski okupacijski sili. Zavezniško bombardiranje javno mnenje ni povezovalo z lakoto.
Lakota je povečala napetosti med Việt Minhom in francosko kolonialno silo, ki je po vojni povrnila zemljo. Iz političnih razlogov, začenši s sojenji za vojne zločine v Indokini, so zmagovalne sile krivile izključno japonske čete v državi. Ta zavezniška propaganda je služila tudi odvračanju pozornosti od lastnih neuspehov zaradi lakote v Bengaliji (1943-1944: 3-5 milijonov mrtvih) in v južni Arabiji (1944-1950).
V očeh vietnamskega podeželskega prebivalstva si je Việt Minh očitno pridobil ugled z napadi na okupatorjeve zaloge žita in kasnejšo distribucijo.